# TOKIO WALKER
TOKIO WALKER（トキオ ウォーカー）は、NACK5で放送していたラジオ番組。2018年4月22日まで正式名称は初代パーソナリティ名をかぶせた『山口達也 TOKIO WALKER』（やまぐちたつや トキオ ウォーカー）であった。

## 概要
1996年4月1日放送スタート。コーナーはいくつか存在するものの、番組のメインはリスナーからのメールを紹介し、その内容に関するトークである。また、パーソナリティ（山口達也）自身がテーマに沿って選曲し、その選曲した曲を紹介する「聴いてFOR ME」は毎週放送されるレギュラーコーナーとなっている。
NACK5で放送中の番組の中で、アーティストがDJを務める番組としては最長寿番組となり、22年にわたって放送されたが、2018年4月25日、山口の不祥事が発覚しそのまま無期限謹慎となったことから、29日と5月6日は放送を休止し、直後の『びーさんぼーいず〜Be SUNDAY BOYS〜』を7:00から前倒しでの放送で対応していたが、5月2日に正式に打ち切りを発表。
山口の不祥事によるレギュラー番組の打ち切りはこれが初のケースとなった。
13日からパーソナリティを松岡昌宏へ交代の上、番組タイトルからパーソナリティ名を外した「TOKIO WALKER」として放送が再開された。

## シリーズの終焉
2021年3月28日をもって放送終了。これにより1996年4月から山口達也の冠時代から開始した「TOKIO WALKER」シリーズは25年の歴史に幕を降ろした。翌週4月4日から『松岡昌宏の彩り埼先端』へ改題の上リニューアルした。

## 放送時間
- 毎週日曜日 7:00 - 8:00

### 過去の放送時間
開始当初は月曜の20:30 - 21:00の30分番組だった。その後、何度かの放送時間枠の変更などを経て、2011年10月より現在の時間に移動。また、1998年4月から2002年9月までは『WARMING UP MUSIC』に、2006年10月から2008年3月までは『SundaySunday』に、2008年4月から2011年9月までは『ENJOY! THE SUNDAY』に内包される形で放送していた。

## パーソナリティ
- 松岡昌宏（TOKIO）（2018年5月13日 - ）

### 過去のパーソナリティ
- 山口達也（1996年4月1日 - 2018年4月22日）